# Diktare och avslöjare i Amerikas moderna litteratur
Diktare och avslöjare i Amerikas moderna litteratur är en essäsamling av Artur Lundkvist utgiven 1942.
Boken skildrar utvecklingen av den amerikansk skönlitteraturen från 1890-talet till början av 1940-talet. Mer än 120 författare behandlas inom främst prosa, men även inom lyrik och dramatik.

## Innehåll
- Realismens framväxt
- Naturalismen
- Theodore Dreiser
- Den sociala romanen
- Den nya lyriken
- Sinclair Lewis
- Sherwood Anderson
- Realister och nya romantiker
- Eugene O'Neill
- Efterkrigsförfattare
- John Dos Passos
- Ernest Hemingway
- William Faulkner
- Thomas Wolfe
- Depressionslitteratur
- Erskine Caldwell
- John Steinbeck
- Provinsialism och historieromantik
- Maxwell Anderson och andra dramatiker
- Den senare lyriken
- De senaste prosaisterna